# Macropophora worontzowi
Macropophora worontzowi är en skalbaggsart som beskrevs av Lane 1938. Macropophora worontzowi ingår i släktet Macropophora och familjen långhorningar. Inga underarter finns listade i Catalogue of Life.